# 금목서
금목서(金木犀)는 물푸레나무과의 늘푸른 넓은잎 떨기나무로 목서의 변종이다. 중국 원산이다.
잎이 녹색을 띄며 그물맹이며 촉각으로 느끼면 단단하다.
줄기는 고동색으로 단단하고 곧아있다. 금목서로 화장품도 많이 만드는데 그 중에서 향수가 가장 많다. 금목서의 향은 좋다